# Herman Conway
Herman Conway (* 11. Oktober 1908 in Gainsborough; † April 1983) war ein englischer Fußballtorhüter.

## Karriere
Conway begann seine Karriere in seiner Heimatstadt bei Gainsborough Trinity in der Midland League und wechselte 1930 auf Empfehlung des langjährigen Burnley-Torhüters Jerry Dawson zum gerade in die Second Division abgestiegenen FC Burnley. Nach 81 Einsätzen in vier Jahren wurde er 1934 vom Ligakonkurrenten West Ham United verpflichtet. Dort absolvierte er in der Saison 1934/35 41 Ligaspiele für den Ostlondoner Klub, als dieser den Aufstieg nur wegen des schlechteren Torquotienten gegenüber den Bolton Wanderers verpasste. Nach insgesamt 122 Ligapartien für West Ham beendete der Ausbruch des Zweiten Weltkriegs Conways Profikarriere.
Bis 1941 spielte er in der regionalen Wartime League weiterhin für West Ham, 1940 gelang durch einen 1:0-Erfolg über die Blackburn Rovers der Gewinn des League War Cups vor 42.000 Zuschauern im Wembley-Stadion. Kurze Zeit später trat Conway seinen Kriegsdienst in einem Vorratslager in Accrington an. Nebenbei spielte er zwischen 1941 und 1945 für das nahegelegene Team der Blackburn Rovers in über 130 Wartime-Partien. Nach Kriegsende kehrte Conway nach London zurück und arbeitete im Baugewerbe. In Chadwell Heath wohnhaft, besuchte er gemeinsam mit seiner Ehefrau bis zu seinem Tod im Jahre 1983 regelmäßig die Heimspiele von West Ham.